# Los colonos del Caudillo
Los colonos del Caudillo (en inglés: Franco's Settlers; en 
alemán Die Siedler Francos) es una película documental de 2013 dirigido por la 
española Lucía Palacios y el alemán Dietmar Post sobre la construcción del pueblo de colonización de Llanos del Caudillo (Ciudad Real) por el Instituto Nacional de Colonización y su historia desde el año 1955.

## Producción
La producción, a cargo de la play loud! productions fue posible gracias a una campaña de micromecenazgo iniciada en 2012. 

### Estreno
La cinta fue estrenada en la Semana Internacional de Cine de Valladolid de 2013. Antes del estreno uno de los protagonistas, contrario a su exhibición, amenazó con impedir su proyección.

## Argumento
Según la sinopsis del documental Los Colonos del Caudillo cuenta la historia de un pueblo que todavía lleva el nombre del dictador Franco. La película retrata a los habitantes de Llanos del Caudillo, quienes se expresan de manera muy diferente en cuanto al legado de la Dictadura de Franco. El pueblo se convierte así en un reflejo de toda la sociedad española. Se trata el problema de las concesiones de parcelas y la obligación de dar a la 'empresa' el 51% de la producción durante al menos 15 años así como de la dificultad de obtener los títulos de propiedad acordados en el inicio de la colonización y la dificultad de legalizar su situación 40 años después. Muchos de los colonos iniciales murieron antes de tener los títulos de propiedad.
En uno de los edificios del pueblo se encontró documentación que explicaba, en parte, el funcionamiento de la administración del pueblo por parte de ingenieros y capataces que regían Llanos del Caudillo, un pueblo que según los papeles fue creado con una planificación estatal y posterior gestión férrea y controlada.
A partir de ahí el documental va haciendo una vista atrás del legado existente en España de la figura del caudillo Francisco Franco, usando como base para la revisión a las gentes de este pueblo sin historia.

#### Entrevistados
En el documental aparecen largos testimonios de los habitantes de Llanos del Caudillo: Santiago Sánchez, Juan Aranda, Eugenio Bascuñana, Wenceslao Chamero, Ana Romano, Antonio Rubio y Joaquín Romano,  así como los expertos Cristóbal Gómez, Isidro Sánchez y Esther Almarcha.
También se entrevista a Felipe González y a José Utrera Molina en relación con la valoración del franquismo, la transición española y la Ley de la Memoria Histórica.
En el documental se entrevera la crítica con la defensa de la labor del Instituto Nacional de Colonización y del franquismo en general así como el fracaso de la política agraria del franquismo ante la apuesta por la autarquía.

## Recepción
La recepción por parte de la prensa ha sido muy favorable. Manuel P. Muñoz compara la película con la obra literaria de Rafael Chirbes.

## Libros
En 2018 se publicó un libro sobre la película con el título Los Colonos del Caudillo: ejemplo de la marginación del documental de indagación. El libro incluye textos de los siguientes autores: Kerstin Stutterheim, Georg Seeßlen, Juan Zapater, Christoph Haas, Christoph Hübner, Rafael Poch-Feliu, Johanna Pumb, Patricia Campelo, Carlos Castresana, Cristóbal Gómez Benito y Paco Gómez Nadal.